# 荏原台古墳群
荏原台古墳群（えばらだいこふんぐん）は、東京都にある古墳群で、田園調布古墳群と野毛古墳群の総称である。

## 概説
荏原台古墳群は、多摩川下流左岸の世田谷区上野毛周辺から大田区田園調布に広がる古墳群で50基あまりの古墳からなる。　そしてそれらは田園調布を中心とする田園調布古墳群と野毛を中心とする野毛古墳群とに分けられる。　田園調布雙葉学園のすぐ西にある天慶塚古墳が野毛古墳群の東端とされ、境界はその東の大きな谷とされるが、大まかに言って大田区内を田園調布古墳群、世田谷区内を野毛古墳群としてよい。
この地域は武蔵野台地の南端部に位置し、多摩川によって作られた標高30～40mの河岸段丘上にある。そしてここが武蔵国荏原郡に属していたことから荏原台と呼ばれ、古墳群名もそれにちなんで付けられている。同古墳群は地域的に考えて无邪志国造本宗の墳墓と見る説がある。
時期的にはまず4世紀には前半に田園調布古墳群の宝莱山古墳が、後半に亀甲山古墳の大型前方後円墳が造られ、末には中型の円墳もつくられた。そして5世紀にはいると代わって野毛地域に大型の帆立貝形古墳である野毛大塚古墳がつくられ、続いて八幡塚古墳、御嶽山古墳など多数の中型の円墳ないし帆立貝形古墳が造られるが､この時期には田園調布地域には古墳の築造は見られない。さらに時代が下って5世紀末になると田園調布地域に古墳築造がもどり、まず前方後円墳の浅間神社古墳が造られ、6世紀から7世紀にかけて多摩川台古墳群の8基の古墳を始めとする数多くの中型の円墳、前方後円墳が造られた。そして7世紀中頃から後になると田園調布周辺では古墳の築造は見られなくなり、代わって舌状台地の東・南などに面した斜面に横穴墓が群集して造営されるようになった。
以下では、この古墳群に属する主な古墳について解説する。

## 田園調布古墳群

### 宝莱山古墳
宝莱山古墳（ほうらいさんこふん）は多摩川台公園西北端にある。全長97mの大型前方後円墳で、「宝来山古墳」とも書かれる。東京都指定史跡。この地域最古の古墳で、4世紀に築造された。

### 亀甲山古墳
亀甲山古墳（かめのこやまこふん）は多摩川台公園東南部にある。全長107mで、荏原台古墳群で最大の前方後円墳である。昭和3年に国の史跡に指定された。5世紀前半ころの築造。

### 多摩川台古墳群
亀甲山古墳と宝来山古墳との間に南東部から順に1号から8号までの番号のついた8基の古墳があって、多摩川台古墳群と呼ばれる。このうち、1・2号墳は小型前方後円墳と円墳とが複合したものであるが、他はすべて円墳で、大きさは直径が18m前後、高さが2m前後である。また、1号墳から7号墳までは1列に連なっており、8号墳はちょっと離れている。いずれも6世紀後半から7世紀中頃まで築造されたものである。この古墳列は上は木立で両側に歩道が通り､3カ所の横断歩道もあってゆっくり散策が出来る。

### 浅間神社古墳
浅間神社古墳（せんげんじんじゃこふん）は大田区田園調布の多摩川浅間神社にある前方後円墳である。築造は6世紀前半と見られている。後円部の直径は30mで、全長は推計で60m。後円部は削平されて神社の社殿が造営され、前方部は多摩川台公園との間の東急東横線の線路にまで延びていたと推定されている。　

### 観音塚古墳
宝莱山古墳の北西約150mにあった古墳。現在は墳丘は失われているが、1947年の発掘調査で全長42.5m、前方部幅26.5m、後円部径22m、高さ4mほどの前方後円墳と推定された。埋葬施設は､両袖式の横穴式石室で、直刀、ガラス玉など多数の副葬品が発見された。かっては1817年に墳丘から人物埴輪が発見されている。6世紀末の築造。

### 鵜木大塚古墳
鵜木大塚古墳（うのきおおつかこふん）は、大田区雪谷大塚町にある直径27メートルの円墳である。今でも原形が比較的よく保存されているが、南隅がかき落とされて、そこに稲荷社が造営されている。

## 野毛古墳群

### 野毛大塚古墳
野毛大塚古墳（のげおおつかこふん）は世田谷区野毛1丁目の玉川野毛町公園にある。　全長86mの大型帆立貝式古墳で、野毛古墳群を代表する古墳である。　築造は5世紀。

### 御岳山古墳
御岳山古墳（みたけさんこふん）は等々力1丁目、等々力不動近くで目黒通りに面してあり、東京都指定史跡である。帆立貝形古墳で全長57m、円丘部の直径42m、現在高7m。5世紀後半の構築と考えられている。今は周りに柵があって、無断では中に入ることはできない。

### 八幡塚古墳
八幡塚古墳（はちまんづかこふん）は世田谷区尾山台2丁目の宇佐神社の境内にある。　円墳で直径約30m、高さ約4.5m。　出土品から5世紀中頃から6世紀にかけて築造されたと推定されている。

### 狐塚古墳
狐塚古墳（きつねづかこふん）は世田谷区尾山台2丁目にある。円墳（造出部付円墳または帆立貝式古墳の可能性あり）。直径は約40mと推定されている。野毛古墳群では後期の首長墓とされる。

## 多摩川台公園古墳展示室
多摩川台公園管理事務所には、この荏原台古墳群の古墳分布地図を示し、いろいろと解説を与え、公園内の古墳から出土したものを展示し、古墳を実物大で再現した「古墳展示室」が併設されている。展示室は無料、月曜休館。